# Neoalsomitra integrifoliola
Neoalsomitra integrifoliola är en gurkväxtart som först beskrevs av Célestin Alfred Cogniaux, och fick sitt nu gällande namn av John Hutchinson. Neoalsomitra integrifoliola ingår i släktet Neoalsomitra och familjen gurkväxter. Inga underarter finns listade i Catalogue of Life.